# Potrzebowo (Leszno)
Pour les articles homonymes, voir Potrzebowo.
Potrzebowo (prononciation : [pɔtʂɛˈbɔvɔ]) est un village polonais de la gmina de Wijewo dans le powiat de Leszno de la voïvodie de Grande-Pologne dans le centre-ouest de la Pologne.
Il se situe à environ 5 kilomètres à l'ouest de Wijewo (siège de la gmina), à 31 kilomètres à l'ouest de Leszno (siège du powiat) et à 78 kilomètres au sud-ouest de Poznań (capitale régionale).

## Histoire
De 1975 à 1998, le village faisait partie du territoire de la voïvodie de Leszno.

Depuis 1999, Potrzebowo est situé dans la voïvodie de Grande-Pologne.